# الجدل حول حرق القرآن في فلوريدا 2010

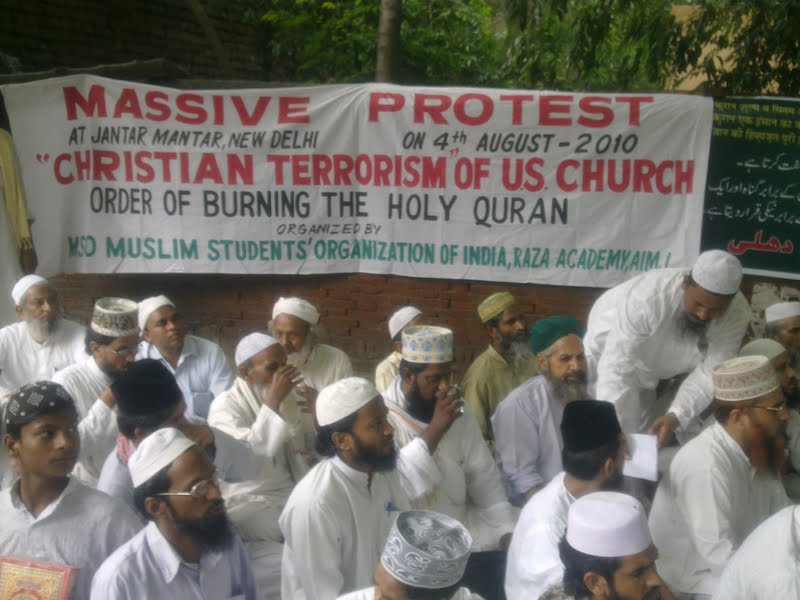
أحد الاحتجاجات ضدّ حرق القرآن في الولايات المتحدة أقيم في الهند.

الجدل حول حرق القرآن في فلوريدا 2010 هو الجدل الذي نشأ عن نية القس تيري جونز حرق القرآن، في كنيسة حمامة التواصل مع العالم في غاينيسفيل، فلوريدا، الولايات المتحدة، حيث يعتزم حرق نسخ من القرآن في الذكرى السنوية لهجمات 11 سبتمبر 2001، والذي وصفه ب «اليوم الدولي لحرق القرآن». كما اعتبر هذا الحدث من قبل البعض، مخطط له سلفا من قبل السياسيين والجماعات الدينية. أعلن جونز في نهاية المطاف أنه تراجع عن نيته حرق القران، وأعلن عزمه على التوجه إلى نيويورك للاجتماع مع الإمام من بيت قرطبة، فيصل عبد الرؤوف. وقال فيما بعد لقائه به علق، ولم يلغ.

## نبذة تاريخية
مركز حمامة التواصل مع العالم هو تجمع صغير في غاينيسفيل، فلوريدا، الولايات المتحدة، عدد أعضائه يقرب من 50 عضوا. ويرأس الكنيسة القس تيري جونز وزوجته سيلفيا. اكتسب هذا المركز سمعة سيئة هو الكنيسة التابعة له في وقت متأخر من عام 2000، إذ بدأ بنشر رسائله المعادية للإسلام ومكافحة مثليي الجنس. في عام 2009، نشرمركز حمامة التواصل مع العالم على حدائق عامة عبارات مكتوبة بالخط الأحمر العريض «الإسلام هو الشيطان» أعضاء الكنيسة قد أرسلوا أطفالهم إلى العام الدراسي الجديد مع قمصان مكتوب عليها «اجاب يسوع أنا هو الطريق والحق والحياة، لا أحد يذهب إلى الآب إلا بي. أقف في الثقة مع مركز حمامة التواصل مع العالم». وعلى الجهة الخلفية للقمصان كتب «الإسلام هو الشيطان».

## تيري جونز
تيري جونز وهو مواطن من كيب غيراردو، ولاية ميزوري المتزوج من جونز سيلفيا ولديه طفلان، هما لوقا وايما (وهذه الأخيرة هي المبعدة منهم من عائلة والكنيسة)
نشر تيري جونز، في آب / أغسطس عام 2010، كتاب الإسلام هو الشيطان ، الذي اثار جدلا حول ان الإسلام هو دين عنف.

## ردود الفعل
- أفغانستان: حيث علق الرئيس الأفغاني حامد كرزاي على الحادث.[6]
- إندونيسيا: الرئيس الاندونيسي سوسيلو بانبانغ يودهونو حذر في خطاب متلفز أن خطط حرق القرآن تمثل تهديدا للسلام في العالم.[6]
- إيران: أصدر آية الله السيد علي الخامنئي قائد الثورة الإسلامية نداء مهماً للشعب الإيراني والأمة الإسلامية الكبري اعتبر فيه الحلقات الصهيونية داخل الحكومة الإمريكية المخططين الأصلين لهذه المؤامرة المقززة، وشرح الأهداف الخفية لأحقاد الصهاينة تجاه الإسلام والقرآن مؤكداً: من أجل أن تثبت الحكومة الأمريكية ادعاءها عدم المشاركة في هذه المؤامرة، عليها معاقبة المحرضين الأصليين علي هذه الجريمة الكبري ومنفذيها الميدانيين بنحو مناسب.[7] أيضا دعا الرئيس الإيراني محمود أحمدي نجاد خطة حرق القرآن بـ«مؤامرة الصهيونية التي تتعارض مع تعاليم جميع الأنبياء. الصهاينة ومؤيديهم هي في طريقها إلى الانهيار والتفكك، ومثل هذه الإجراءات في اللحظة الأخيرة لن ينقذهم».[8]
- قالب:العل: حذر المرجع الشيعي في العراق، علي السيستاني الناس على التحلي بضبط النفس في ردود فعلهم «تعبيراً عن الكراهية للإسلام»[6]
- لبنان: أدان رئيس الجمهورية العماد ميشيل سليمان خطط حرق القرآن قائلاً أنه «يدين إعلان جماعة دينية في الولايات المتحدة عن نيتها لحرق علناً نسخاً من القرآن. إن حرق أقدس كتاب في الإسلام هو تناقض واضح لتعاليم الديانات الإبراهيمية الثلاث والحوار بين الديانات الثلاث (المسيحية والإسلام واليهودية). الدين المسيحي يعلم الحب والاحترام لبعضنا البعض والناس يجب أن تفكر في ذلك»[9]
- فلسطين: في غزة، علق رئيس الوزراء الفلسطيني إسماعيل هنية قائلا على دعوة القس تيري جونز حرق المصحف «الجنون الذي يعكس موقف مجنون للغرب تجاه الإسلام والأمة الإسلامية.»[6]
- قالب:العلك: قال رئيس الولايات المتحدة، أوباما «أريد فقط أن يفهم تيري جونز أن هذه العملية تقد تعرض الانسحاب الأمريكي للخطر، وسيشكل تهديدا كبيرا على شبابنا ونسائنا في الجيش الذين هم في العراق، الذين هم في أفغانستان.» [10]

## طالع أيضًا
- معاداة الإسلام
- معاداة السامية
- حرية التعبير
- إسلاموفوبيا